# Посольство Украины в Японии
Посольство Украины в Японии (укр. Посольство України в Японії) — официальное представительство Украины в Японском государстве. Расположено в престижном районе Минато метрополии Токио, где размещены посольства большинства иностранных государств в Японии. Зарегистрировано в сентябре 1994 года. Открылось 23 марта 1995 года при участии министра иностранных дел Украины Геннадия Удовенко во время официального визита президента Украины Леонида Кучмы в Японию. Возглавляется чрезвычайным и полномочным послом.

## История
Япония признала независимость Украины 28 декабря 1991 года и установила дипломатические отношения с ней 26 января 1992 года. 20 января 1993 года в Украине открылось посольство Японии. 
В течение 12 июня 1992 — 19 января 1993 года послом Японии в Украине по совместительству был назначен посол Японии в РФ Эдамура Сумио. 
В сентябре 1994 года состоялась регистрация посольства Украины в Японии, официальное открытие которого состоялось 23 марта 1995 года.

## Послы Украины в Японии
- Дашкевич, Михаил Павлович (3 января 1995 — 21 октября 1999)[2][3]
- Костенко, Юрий Васильевич (25 января 2001 — 24 марта 2006)[4][5]
- Макуха, Владимир Алексеевич (10 мая 2006 — 18 августа 2006)[6][7]
- Кулинич, Николай Андреевич (22 ноября 2006 — 29 января 2013)[8][9]
- Харченко, Игорь Юрьевич (29 января 2013 — 14 апреля 2020)[10][11]
- Корсунский, Сергей Владимирович (14 апреля 2020 — 21 декабря 2024)[12][13]
- Лутовинов, Юрий Владимирович (с 21 июля 2025)[14]